# Liste der Universitäten in New Mexico
Liste von Universitäten und Colleges im US-Bundesstaat New Mexico:

## Staatliche Hochschulen
- Eastern New Mexico University
- Institute of American Indian Arts
- New Mexico Highlands University
- New Mexico Institute of Mining and Technology
- New Mexico State University
- Northern New Mexico College
- University of New Mexico
- Western New Mexico University

## Private Hochschulen
- Apollo College
- The Art Center Design College
- College of Santa Fe
- College of the Southwest
- ITT Technical Institute
- St. John’s College